# Canestrato Pugliese
Canestrato Pugliese ist ein italienischer Schafskäse mit geschützter Ursprungsbezeichnung (DOP).

## Historie
Seit mehr als 1000 Jahren wird im Gebiet Alta Murgia nahe Bari intensive Wald- und Weidewirtschaft praktiziert.
Der Name des Canestrato Pugliese stammt von den geflochtenen Weidekörbchen, in denen er reift. Diese Körbchen werden im apulischen Dialekt 'fiscelle' genannt sind noch heute eines der typischen handwerklichen Erzeugnisse Apuliens, die auch gerne von Touristen als Souvenir gekauft werden. Durch das Wechseln der Weideplätze in der Schafhaltung hat sich der Canestrato bereits seit Jahrhunderten weit verbreitet.
Im Jahr 1946 erlebte die Canestrato Produktion eine Wende, die vorausschauenden Tierhalter der Gegend schlossen sich zu Verbänden zusammen, was sich positiv auf die landwirtschaftliche Entwicklung der gesamten Region auswirkte.

## Markenzeichen
Der echte Canestrato Pugliese hat einen charakteristischen Laibrand, der seine Musterung aus der Form der Weidenkörbchen (heute natürlich Kunststoff) erhält. Ein spezielles Etikett ist nicht festgelegt, muss aber mit dem Produktnamen versehen sein.

## Herstellung
Der Casciotta wird aus Schafs- (70–80 %) und Kuhvollmilch (20–30 %) hergestellt. Die Milch wird bei einer Temperatur von 35 °C geronnen. Der Käsebruch wird per Hand in die Formen gepresst. Im Wechsel erfolgt danach eine Trockensalzung mit einem Salzbad. Die Mindestreifezeit beträgt 20 Tage.

## Herstellungsgebiet
Das Produktionsgebiet des Canestrato umfasst das gesamte Gebiet der Provinz Foggia und weitere 16 Städte der Metropolitanstadt Bari.

## Verwendung in der Küche und Lagerung
Die Lagertemperatur sollte zwischen 4 °C und 8 °C liegen. Die Verzehrtemperatur sollte die Raumtemperatur sein. Der junge Käse (ca. 90 Tage) eignet sich zur Verfeinerung von Salaten und wird in der Region gerne zu Saubohnen gegessen. Der gereifte Käse wird meist gerieben zur Abrundung von Pastagerichten, eignet sich aber auch hervorragend als Tafelkäse.